# Santa Bárbara, Nariño
Santa Bárbara là một khu tự quản thuộc tỉnh Nariño, Colombia. Thủ phủ của khu tự quản Santa Bárbara đóng tại Iscuande Khu tự quản Santa Bárbara có diện tích 1300 ki lô mét vuông. Đến thời điểm ngày 28 tháng 5 năm 2005, khu tự quản Santa Bárbara có dân số 15476 người.